# Vuelta a Andalucía 1960
La 7.ª edición de la Vuelta a Andalucía se disputó entre el 31 de enero y el 7 de febrero de 1960 con un recorrido de 1219,0 km dividido en 8 etapas con inicio y final en Málaga. 
Participaron 60 corredores repartidos en 10 equipos de los que sólo lograron finalizar la prueba 35 ciclistas.
El vencedor, el  español Gabriel Mas, cubrió la prueba a una velocidad media de 36,667 km/h mientras que en la  clasificación de la montaña y en la de las metas volantes se impusieron respectivamente los también  españoles Antonio Gómez del Moral y Antonio Bertrán

## Etapas
| Etapa | Fecha        | Recorrido                       | Km    | Ganador de la etapa |
| 1ª    | 31 de enero  | Málaga - Málaga                 | 64,0  | Antonio Bertrán     |
| 2ª    | 1 de febrero | Málaga - Cabra                  | 130,0 | Ángel Guardiola     |
| 3ª    | 2 de febrero | Cabra - Córdoba                 | 135,0 | Fausto Iza          |
| 4ª    | 3 de febrero | Córdoba - Sevilla               | 138,0 | Eugenio Rojas       |
| 5ª    | 4 de febrero | Sevilla - Huelva                | 224,0 | Fernando Manzaneque |
| 6ª    | 5 de febrero | Huelva - Jerez de la Frontera   | 191,0 | Gabriel Company     |
| 7ª    | 6 de febrero | Jerez de la Frontera - La Línea | 193,0 | Fernando Manzaneque |
| 8ª    | 7 de febrero | La Línea - Málaga               | 132,0 | Elías del Barrio    |

## Clasificación final
|    | Ciclista               | Equipo       | Tiempo      |
| -- | ---------------------- | ------------ | ----------- |
| 1  | Gabriel Mas            | Faema        | 34h 11' 46" |
| 2  | José Gómez del Moral   | Licor 43     | + 1' 38"    |
| 3  | Juan Santiago          | Licor 43     | + 1' 43"    |
| 4  | Ángel Guardiola        | Licor 43     | + 2' 14"    |
| 5  | Antonio Jiménez Pareja | Kas          | + 2' 58"    |
| 6  | Francisco Moreno       | Faema        | + 3' 34"    |
| 7  | Fernando Manzaneque    | Faema        | + 4' 10"    |
| 8  | Fausto Iza             | Majestad     | + 4' 22"    |
| 9  | Antonio Barbosa        | Rapha-Gitane | + 6' 06"    |
| 10 | Gabriel Company        | Faema        | + 6' 06"    |